# Grumman F11F-1F Super Tiger
Grumman F11F-1F Super Tiger (označením výrobce G-98J) byl jednomístný stíhací letoun vyvinutý pro Námořnictvo Spojených států amerických na základě typu F11F Tiger. Projekt byl skončen po vyrobení pouhých dvou prototypů.

## Vznik a vývoj
Společnost Grumman navrhla stroj F11F-1F Super Tiger jako vylepšení svého typu F11F-1 (pozdějším označením F-11A) na základě studie z roku 1955, která kombinovala drak F11F s motorem General Electric J79. Americké námořnictvo o projekt projevilo zájem a zadalo modifikaci dvou sériových F11F-1 se zvětšenými vstupy vzduchu a motory YJ79-GE-3, pod označením F11F-1F, indikující sériový stroj odlišující se nainstalovanou nestandardní pohonnou jednotkou.
Letové zkoušky prototypů započaly 25. května 1956 a již o deset dní později prototyp BuNo 138646 dosáhl letové rychlosti Mach 1,44.:s.381 Po přidání vírových přechodů o úhlu 60° na kořeny náběžných hran křídel, prodloužení trupu o 13,5 palce (~ 34,3 cm) a zabudování sériového motoru J79 dosáhl 2. května 1957 stroj BuNo 138647 rychlosti M 2,04,:s.382 čímž se stal prvním námořním letounem který dvojnásobně překonal rychlost zvuku, dva roky před typy F4H, F8U-3 a A3J. Tento výkon překvapil i výrobce, který očekával maximální rychlost pouze M 1,4,:s.114–115 za situace kdy standardní F11F-1 s motorem Wright J65 jen s problémy překonával rychlost M = 1,1. Běžný dostup letounu byl 59 000 stop (~ 17 983 m), ale 16. dubna 1958 bylo během zkušebního letu na Edwards AFB dosaženo oficiálního světového rekordu v hodnotě 76 832 stop (~ 23 418 m).:s.382
Sériová výroba přesto nebyla námořnictvem objednána.

## Operační historie

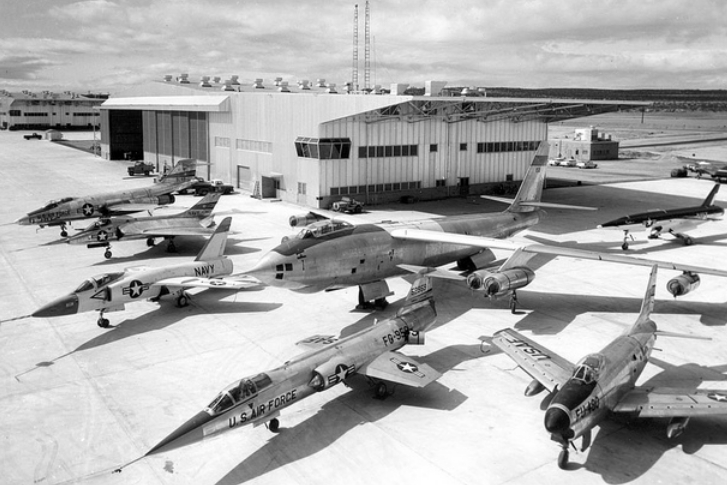
F11F-1F (třetí odshora) s dalšími pokusnými letouny na základně Edwards AFB.

Po neúspěchu u US Navy se firma Grumman pokusila typ Super Tiger nabídnout zahraničním zákazníkům. Stroj výkony překonal typy Saab Draken, Lockheed F-104 Starfighter, Dassault Mirage III a Fiat G.91 v soutěži na vyzbrojení Švýcarských vzdušných sil, v níž ale byla nakonec vybrána Mirage III jako bezpečnější a ekonomičtější volba, dosahující výkonů těsně za F11F-1F.
Značný zájem o Super Tiger projevily Japonské vzdušné síly sebeobrany, německá Luftwaffe, pro kterou Grumman navrhl zástavbu motoru Rolls-Royce Avon, a Royal Canadian Air Force, ale ve všech těchto případech nakonec uspěl F-104 Starfighter. Tento výsledek byl ovlivněn korupcí firmy Lockheed, která vlivným politikům těchto zemí vyplatila značné částky aby zajistila úspěch svého typu.

## Varianty
F11F-1F Super Tiger
Dva stroje s motory J79-GE-3A (označení výrobce G-98J, BuNo 138646 a 138647).:s.114–115
F11F-2
Před rokem 1962 plánované označení sériových letounů Super Tiger.
F-11B
Označení po roce 1962 rezervované pro případné sériové stroje.
XF12F
Polooficiální označení pro další vývoj typu F11F-1F/-2.:s.126

## Zachované stroje
První vyrobený F11F-1F (BuNo 138646) byl používán pro výcvik v hašení požárů a zničen v 80. letech 20. století. Druhý prototyp (BuNo 138647) byl vyřazen v lednu 1961 a poté používán jako pozemní instruktážní pomůcka. V současné době je zachován v Naval Museum of Armament & Technology na kalifornské základně Naval Air Weapons Station China Lake.

## Uživatelé
- Spojené státy americké
  - Námořnictvo Spojených států amerických
  - General Electric

## Specifikace (F11F-1F)

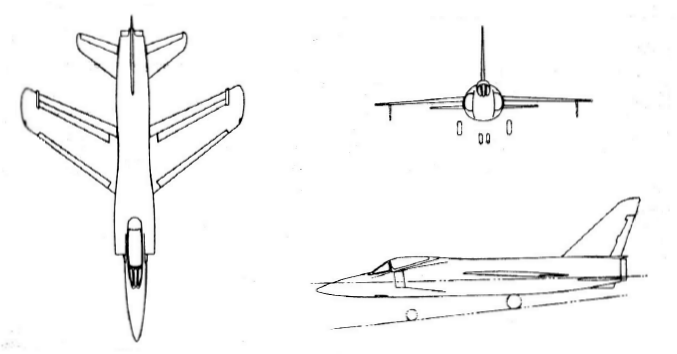
Třípohledový nákres F11F-1F

Údaje podle:s.135

### Technické údaje
- Osádka: 1
- Délka: 14,85 m (48 stop a 9 palců)
- Rozpětí křídel: 9,65 m (31 stop a 8 palců)
- Nosná plocha: 23,25 m² (250 čtverečních stop)
- Výška: 4,36 m (14 stop a 4 palce)[8]:s.250–251
- Prázdná hmotnost: 6 277 kg (13 810 lb)
- Vzletová hmotnost: 9 561 kg (21 035 lb)
- Pohonná jednotka: 1 × proudový motor General Electric J79-GE-3A
- Tah pohonné jednotky:
  - Suchý tah: 12 533 lbf (53,3 kN)
  - Tah s přídavným spalováním: 17 000 lbf (75,6 kN)

### Výkony
- Maximální rychlost: M = 2,04 (2 253 km/h, 1 216 uzlů, 1 400 mph) ve výši 12 192 m (40 000 stop)[8]
- Dolet: 1 826 km (1 336 námořních mil, 1 536 mil)[8]
- Praktický dostup: 18 288 m (60 000 stop)[8]

### Výzbroj
- 4 × 20mm kanón Colt Mk 12 se 125 náboji na zbraň
- 4 × závěsník pro střely AIM-9 Sidewinder